# Viterne
Viterne est une commune française située dans le département de Meurthe-et-Moselle en région Grand Est.

## Géographie
Village situé au pied d'un coteau, près de la route de Nancy à Colombey, à 16 km de Vézelize.

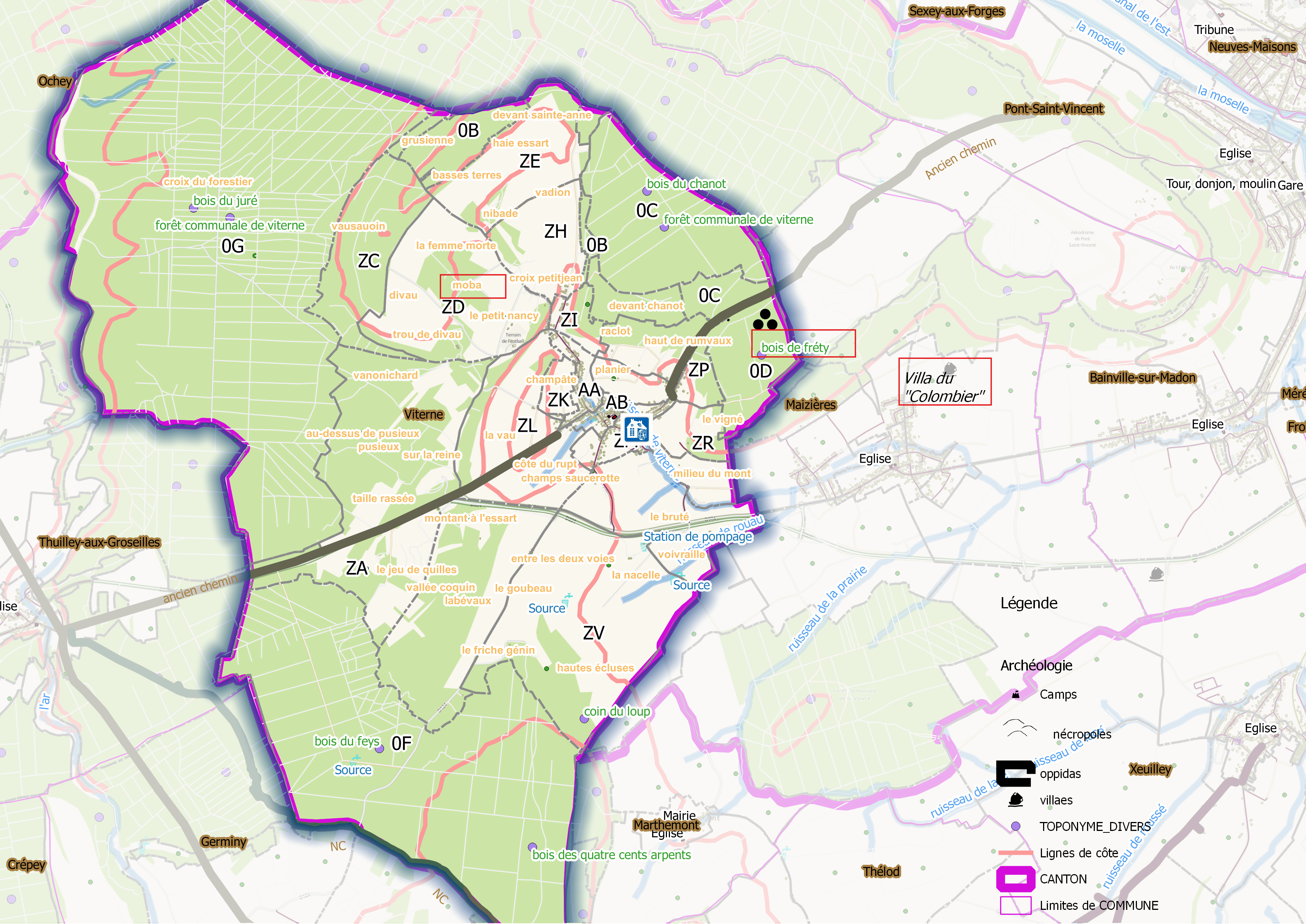
Fig. 1 - Viterne - (ban communal).

D'après les données Corine land Cover, le ban communal de 2 333 hectares comportait en 2011, plus de 57 % de terres arables et de prairies, près de 46 % de forêt, 25 % de surfaces agricoles diverses, 1,5 % de mines et carrières et 1,2 % de zones industrielles et urbanisées.
Le territoire est arrosé par les cours d'eau suivants : Ruisseau de l'Arot (0,245 km - autres graphies rencontrées : de Larot (cartes IGN), de Larrot ou de l'Arrot), Ruisseau de Viterne (2,937 km), Ruisseau de Rouau (0,863 km).

### Communes limitrophes
| Bicqueley               | Sexey-aux-Forges | Pont-Saint-Vincent |
| Thuilley-aux-Groseilles | Viterne          | Maizières          |
| Germiny                 | Thélod           | Marthemont         |

### Hydrographie
La commune est dans le bassin versant du Rhin au sein du bassin Rhin-Meuse. Elle est drainée par le ruisseau de l'Arot, le ruisseau de Rouau et le ruisseau de Viterne,.
L'Arot, d'une longueur de 17 km, prend sa source dans la commune de Thélod et se jette  dans la Moselle à Pierre-la-Treiche, après avoir traversé sept communes. 

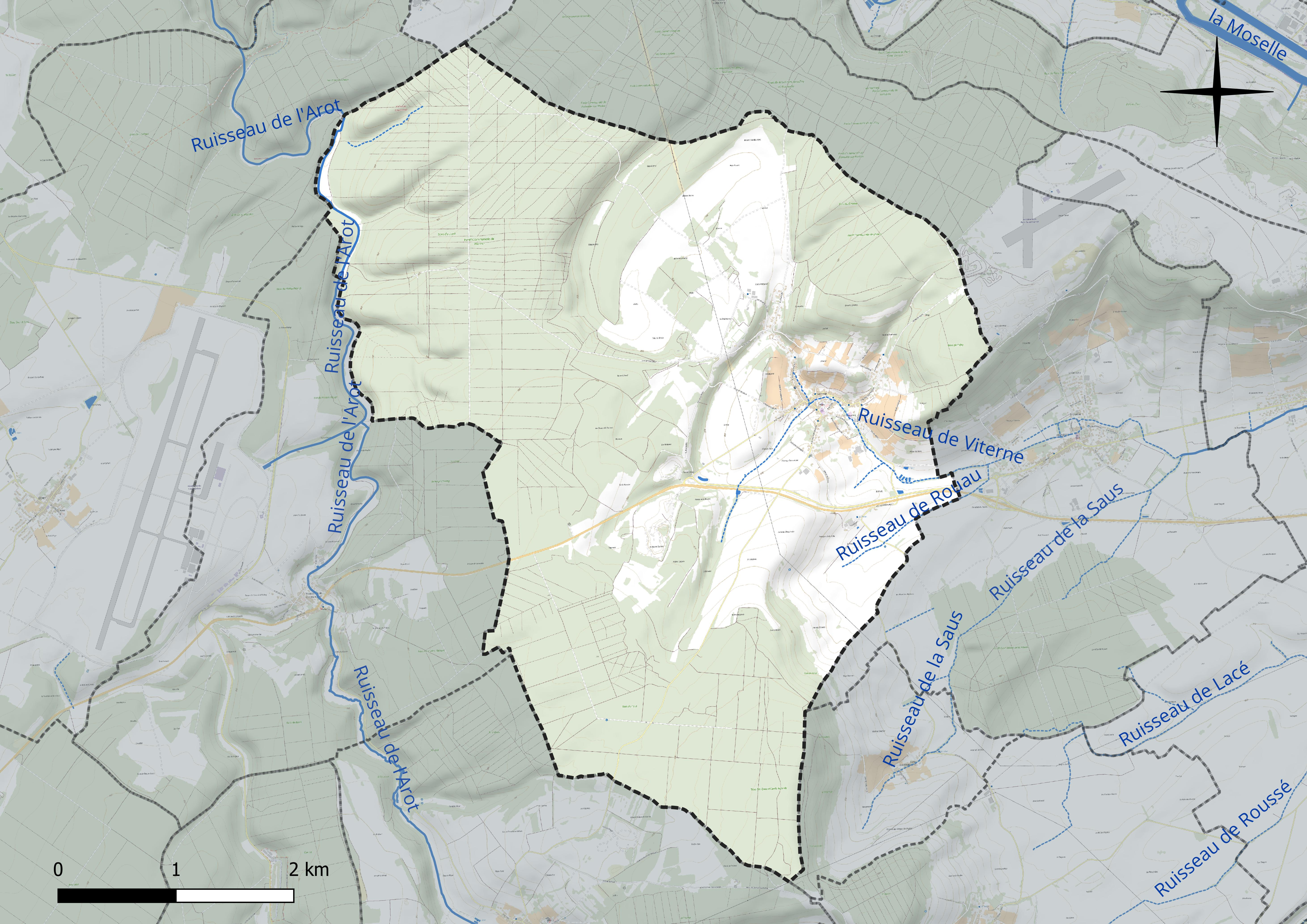
Réseau hydrographique de Viterne.

### Climat
Pour des articles plus généraux, voir Climat du Grand Est et Climat de Meurthe-et-Moselle.
En 2010, le climat de la commune est de type climat des marges montargnardes, selon une étude du Centre national de la recherche scientifique s'appuyant sur une série de données couvrant la période 1971-2000. En 2020, Météo-France publie une typologie des climats de la France métropolitaine dans laquelle la commune est dans une zone de transition entre le climat océanique altéré et le climat océanique altéré et est dans la région climatique  Lorraine, plateau de Langres, Morvan, caractérisée par un hiver rude (1,5 °C), des vents modérés et des brouillards fréquents en automne et hiver. 
Pour la période 1971-2000, la température annuelle moyenne est de 9,6 °C, avec une amplitude thermique annuelle de 16,8 °C. Le cumul annuel moyen de précipitations est de 828 mm, avec 12,3 jours de précipitations en janvier et 9,6 jours en juillet. Pour la période 1991-2020, la température moyenne annuelle observée sur la station météorologique de Météo-France la plus proche, « Nancy-Ochey », sur la commune d'Ochey à 7 km à vol d'oiseau, est de 10,5 °C et le cumul annuel moyen de précipitations est de 810,4 mm. 
La température maximale relevée sur cette station est de 39,6 °C, atteinte le 25 juillet 2019 ; la température minimale est de −19,1 °C, atteinte le 12 janvier 1987,,. 
Les paramètres climatiques de la commune ont été estimés pour le milieu du siècle (2041-2070) selon différents scénarios d'émission de gaz à effet de serre à partir des nouvelles projections climatiques de référence DRIAS-2020. Ils sont consultables sur un site dédié publié par Météo-France en novembre 2022.

## Urbanisme

### Typologie
Au 1er janvier 2024, Viterne est catégorisée bourg rural, selon la nouvelle grille communale de densité à sept niveaux définie par l'Insee en 2022.
Elle est située hors unité urbaine. Par ailleurs la commune fait partie de l'aire d'attraction de Nancy, dont elle est une commune de la couronne,. Cette aire, qui regroupe 353 communes, est catégorisée dans les aires de 200 000 à moins de 700 000 habitants,.

### Occupation des sols
L'occupation des sols de la commune, telle qu'elle ressort de la base de données européenne d’occupation biophysique des sols Corine Land Cover (CLC), est marquée par l'importance des forêts et milieux semi-naturels (67,6 % en 2018), une proportion identique à celle de 1990 (67,6 %). La répartition détaillée en 2018 est la suivante : 
forêts (46,2 %), milieux à végétation arbustive et/ou herbacée (21,4 %), terres arables (12,3 %), zones agricoles hétérogènes (9,5 %), prairies (4 %), cultures permanentes (2,8 %), zones urbanisées (2,4 %), mines, décharges et chantiers (1,5 %). L'évolution de l’occupation des sols de la commune et de ses infrastructures peut être observée sur les différentes représentations cartographiques du territoire : la carte de Cassini (XVIIIe siècle), la carte d'état-major (1820-1866) et les cartes ou photos aériennes de l'IGN pour la période actuelle (1950 à aujourd'hui).

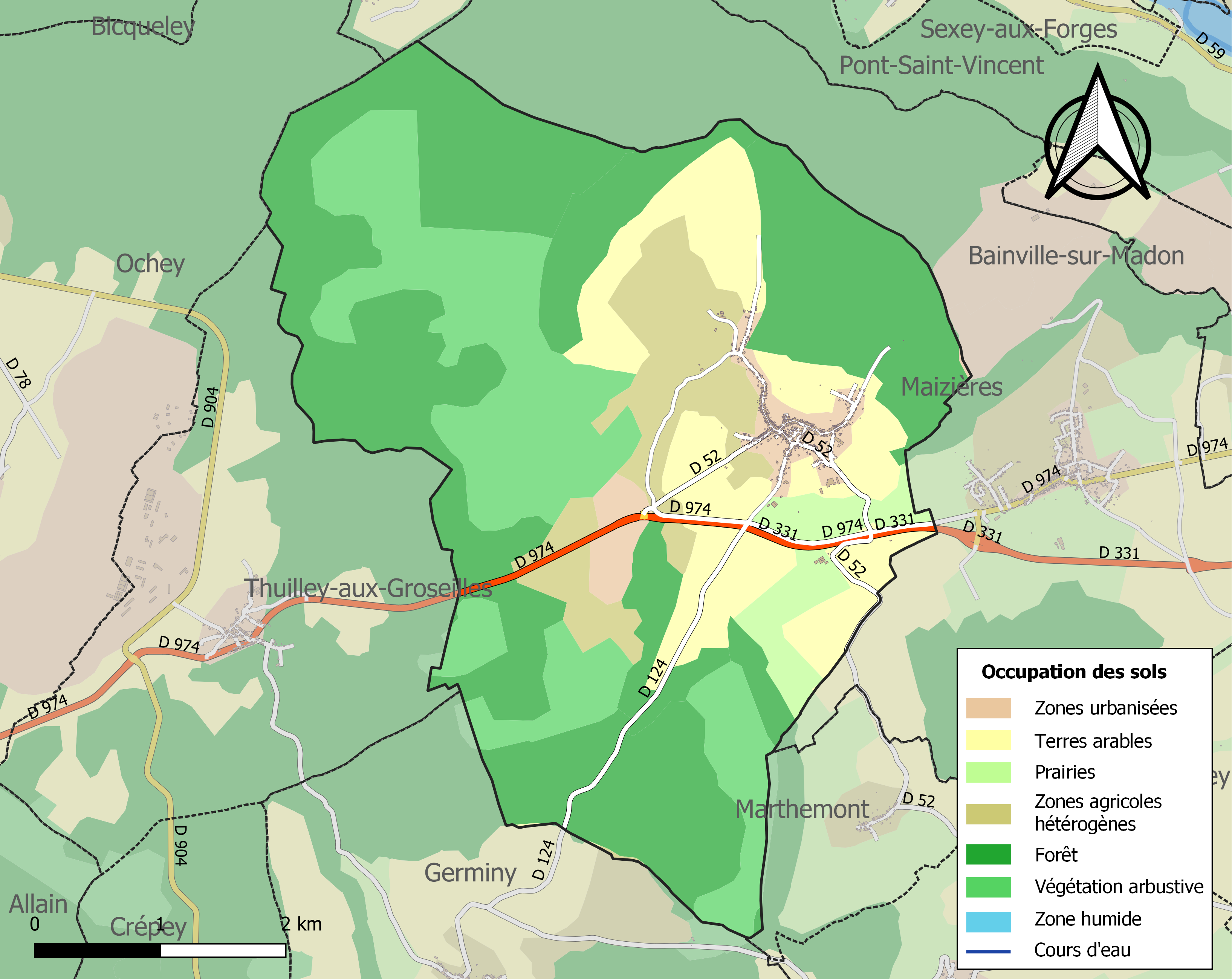
Carte des infrastructures et de l'occupation des sols de la commune en 2018 (CLC).

## Toponymie
H. Lepage donnait comme origine du nom de village Villa Stefani, déjà avancé par le révérend père B. Picart mais reconnait lui même que cela est sujet à débat :

« Je ne connais aucun document ancien relatif à cette commune, car c'est par erreur que je lui ai attribué, dans la Statistique, avec la dénomination de Villa Stephani, qui s'applique à Villey-Saint-Etienne, une charte émanée de l'évêque Henri de Lorraine, et datée de 1127… ».

La toponymie reste donc hypothétique : Via terna,  Vita aeterna,  Vitis, ont été cités.

Viterne fait partie des communes à porter un nom dont l'étymologie suscite plusieurs hypothèses ; Le nom peut venir de venna (« vivier, étang de pêche »).
Communément Ftaine en patois, ou encore Fontaina (fontaines), le lieu est situé a la source du ruisseau, la Viterne , ou mieux encore : Vitermoreneis (Clôture de bois).

## Histoire
Jules Beaupré signale dans son répertoire archéologique, des trouvailles indices d'une occupation ancienne du territoire et cite une archive indiquant la présence au musée lorrain de Nancy de deux doloires provenant de la commune, mais détruits lors de son incendie en 1871 :
« Le long d'un chemin, dit de Viterne à Pont-Saint-Vincent, tuiles et briques romaines, et au lieu-dit Prugneux, trouvaille de vases et autres ustensiles... »
Au Xe siècle, Viterne fut cédé à l'évêché de Toul grâce à un don de l'empereur Othon 1er du Saint Empire germanique. Ensuite Viterne appartint au fief de l'abbaye de Saint-Epvre de Toul, ainsi que le précise B. Picart dans son pouillé vers 1711 :
« V I T E R N E Patron, l'Abbé de S. Evre. décimat. le Curé pour le tiers des grosses et menues dîmes, & l' Abbé pour les deux autres tiers. Les Religieux de S. Evre ont les deux tiers de la dîme de chanvre.... Seigneur, l'Abbé de S. Evre. Baill.de Nancy... »
Dans leurs notices, les historiens plus récents (E. Grosse, H. Lepage) rappellent que la notoriété du village est grandement due à ses carrières dans lesquelles ont été pris les matériaux qui ont servi à la construction de la cathédrale de Toul et de l'église de Saint-Nicolas-de-Port.
Le 10 novembre 1898, Édouard Lang dépose à la préfecture de Meurthe-et-Moselle une demande de concession de mine de fer sur les communes de Sexey-aux-Forges, Maizières, Viterne et Pont-Saint-Vincent.  
Durant la guerre 1914-18, Viterne fut préservée des bombardements de l'ennemi car le village et ses alentours servaient de bases de repli pour toutes les garnisons de l'Est de la France. C'est pendant la Seconde Guerre mondiale que Viterne connut ses heures les plus sombres avec notamment des victimes civiles quand les armées allemandes effectuèrent un bombardement du village.
Carrières de pierre calcaire ayant servi à l'édification de la basilique de Saint-Nicolas-de-Port.

## Politique et administration
| Période                                  | Période       | Identité                    | Étiquette | Qualité        |
| ---------------------------------------- | ------------- | --------------------------- | --------- | -------------- |
| Les données manquantes sont à compléter. |               |                             |           |                |
| 1945                                     | 1947          | Julien Jolly                |           |                |
| 1947                                     | 1953          | René Boulange               |           |                |
| 1953                                     | 1961          | Marcel Laurent              |           |                |
| 1961                                     | 1971          | Marcel Senique (1902-1982)  |           |                |
| 1971                                     | 1983          | Jean Haltier                |           |                |
| mars 1989                                | juin 1995     | Bernard Jacquot (1933-2019) |           |                |
| juin 1995                                | mars 2001     | Bernard Michel (°1930)      |           |                |
| mars 2001                                | mars 2014     | Daniel Gasser               |           |                |
| mars 2014                                | décembre 2016 | Ismail Tahtaci (°1970)      |           | Démissionnaire |
| décembre 2016                            | juillet 2020  | Guy Devaux                  |           |                |
| juillet 2020                             | août 2020     | Jean-Pierre Oudenot         |           |                |
| août 2020                                | En cours      | Jean-Marc Dupon             |           |                |

## Population et société

### Démographie
L'évolution du nombre d'habitants est connue à travers les recensements de la population effectués dans la commune depuis 1793. Pour les communes de moins de 10 000 habitants, une enquête de recensement portant sur toute la population est réalisée tous les cinq ans, les populations de référence des années intermédiaires étant quant à elles estimées par interpolation ou extrapolation. Pour la commune, le premier recensement exhaustif entrant dans le cadre du nouveau dispositif a été réalisé en 2006.

En 2022, la commune comptait 740 habitants, en évolution de +1,51 % par rapport à 2016 (Meurthe-et-Moselle : −0,13 %, France hors Mayotte : +2,11 %).
| 1793 | 1800 | 1806 | 1821 | 1831 | 1836  | 1841  | 1846  | 1851  |
| ---- | ---- | ---- | ---- | ---- | ----- | ----- | ----- | ----- |
| 792  | 832  | 893  | 905  | 945  | 1 009 | 1 002 | 1 032 | 1 112 |

| 1856  | 1861  | 1872  | 1876  | 1881 | 1886 | 1891 | 1896 | 1901 |
| ----- | ----- | ----- | ----- | ---- | ---- | ---- | ---- | ---- |
| 1 100 | 1 114 | 1 023 | 1 003 | 964  | 910  | 828  | 815  | 769  |

| 1906 | 1911 | 1921 | 1926 | 1931 | 1936 | 1946 | 1954 | 1962 |
| ---- | ---- | ---- | ---- | ---- | ---- | ---- | ---- | ---- |
| 751  | 788  | 705  | 649  | 646  | 636  | 609  | 596  | 658  |

| 1968 | 1975 | 1982 | 1990 | 1999 | 2006 | 2011 | 2016 | 2021 |
| ---- | ---- | ---- | ---- | ---- | ---- | ---- | ---- | ---- |
| 629  | 605  | 620  | 634  | 661  | 700  | 721  | 729  | 740  |

| 2022 | - | - | - | - | - | - | - | - |
| ---- | - | - | - | - | - | - | - | - |
| 740  | - | - | - | - | - | - | - | - |

## Économie
D'après les historiens (Grosse, Lepage), l’activité était assez florissante au XIXe siècle :
«  Surf. territ. : 2 317 hect. dont 845 en terres lab., 71 en prés, 112 en vignes, 1176 en bois, 54 en vergers, chènevières, etc. L'hectare semé en blé et seigle peut rapporter 15 hectol., en orge 14, en avoine 25 ; planté en vignes 70. Chevaux, vaches et moutons. Moulin à grains, four à chaux, carrières considérables dont l'exploitation occupe une partie des habitants. »
et également viticole.
Le répertoire des carrières exploitées en France, publié en 1899, rappelle que les carrières de Viterne ont fourni des matériaux pour les édifices suivants : Pont de Pont-Saint-Vincent ; pont sur la Moselle, à Flavigny ; basilique de Saint-Nicolas-du-Port ; églises de Viterne, de Flavigny et de Gerbécourt ; escaliers de l'église Saint-Mansuy, à Nancy (description géologique : « Géologie de la Lorraine », SVT Lorraine > Géologie Lorraine > Carrière VICAT de Viterne >, sur www4.ac-nancy-metz.fr (consulté le 17 octobre 2019)).

## Culture locale et patrimoine

### Lieux et monuments
- Fontaines et lavoirs
- Croix et calvaires
- Église paroissiale de Tous-les-Saints construite en 1774, date portée autrefois sur une pierre de la tour, en remplacement d'une église élevée sans doute au même endroit mais orientée différemment.

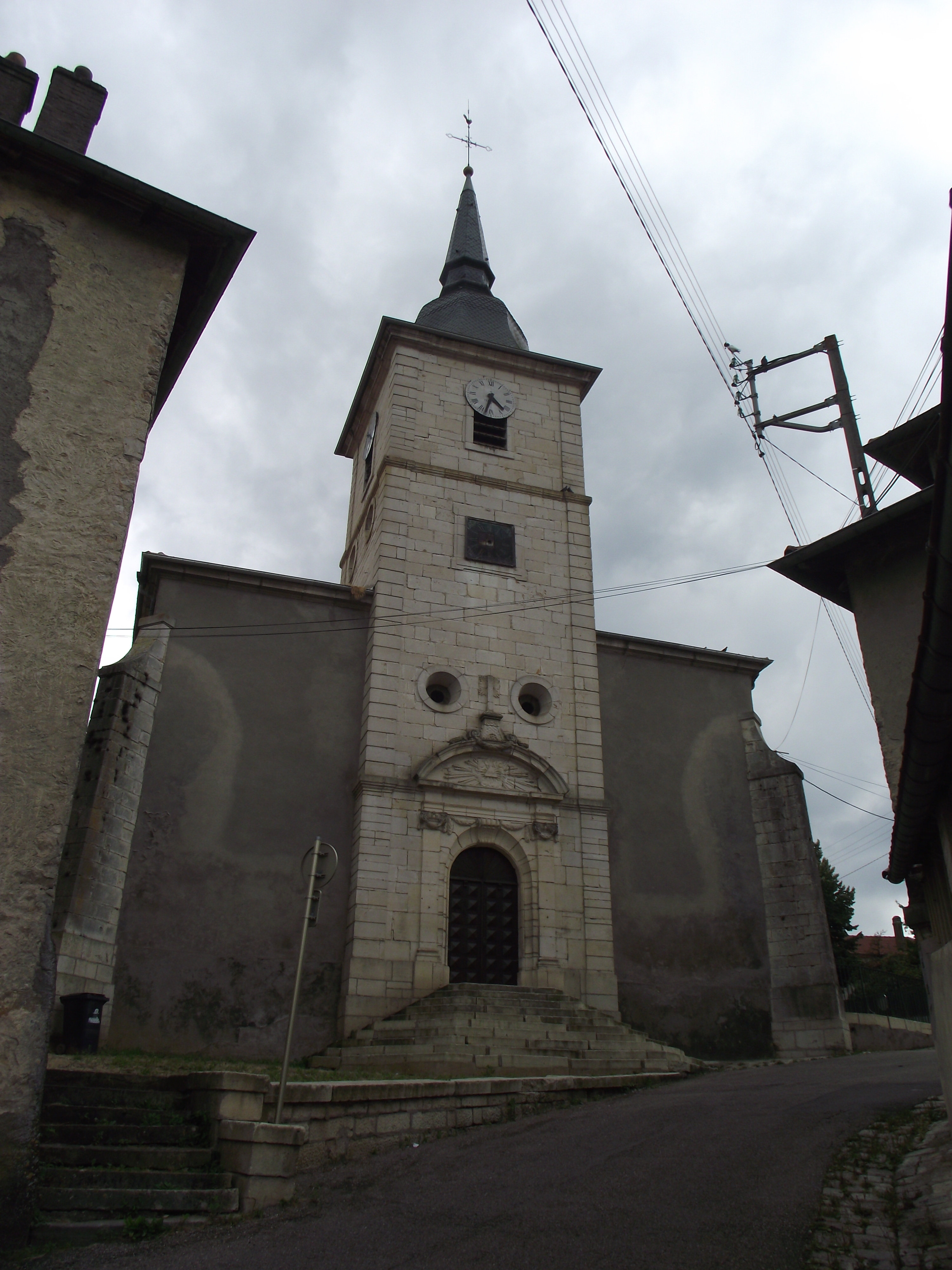
Vue du porche.
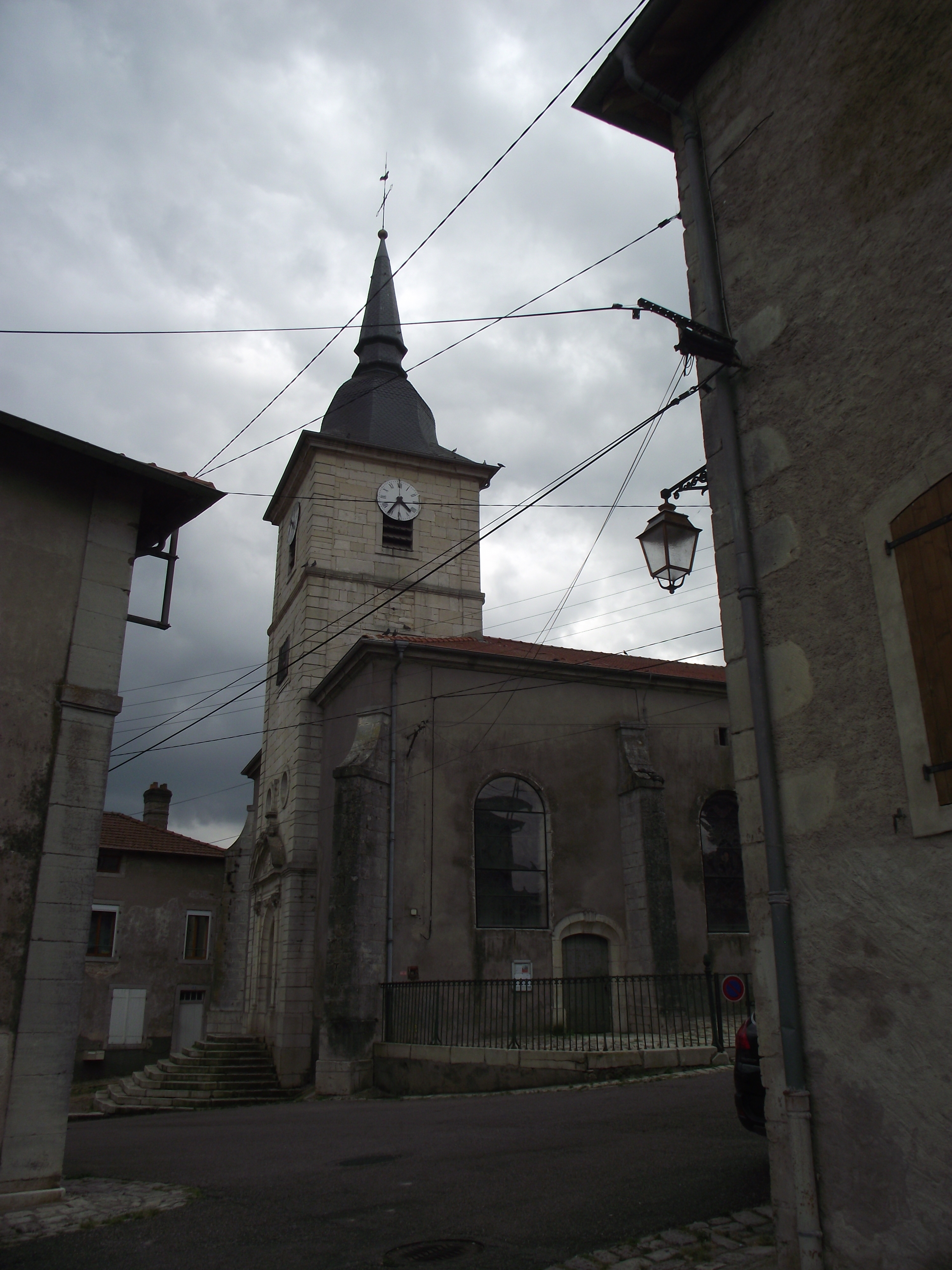
Vue de côté.

- Chapelle Notre-Dame-de-la-Paix au lieu-dit Bois de Fréty, qui s'appela chapelle de Frétis ou, du nom de son constructeur, chapelle Masson. Ce propriétaire terrien décida en 1892 de construire un premier édifice au-dessus de Viterne ; quatre murs s'élevèrent et on pouvait lire au-dessus de l'entrée l'inscription : « Aux martyrs de Queretaro », M. Masson ayant été particulièrement frappé par la guerre du Mexique. Sa situation financière se dégradant, la construction resta à l'abandon jusqu'en 1948 où l'abbé Thomas, curé de Viterne, reprit le projet en dédiant la chapelle à Notre-Dame-de-la-Paix ; la population y travailla bénévolement et des dons divers affluèrent ; la bénédiction eut lieu le 15 août 1951.

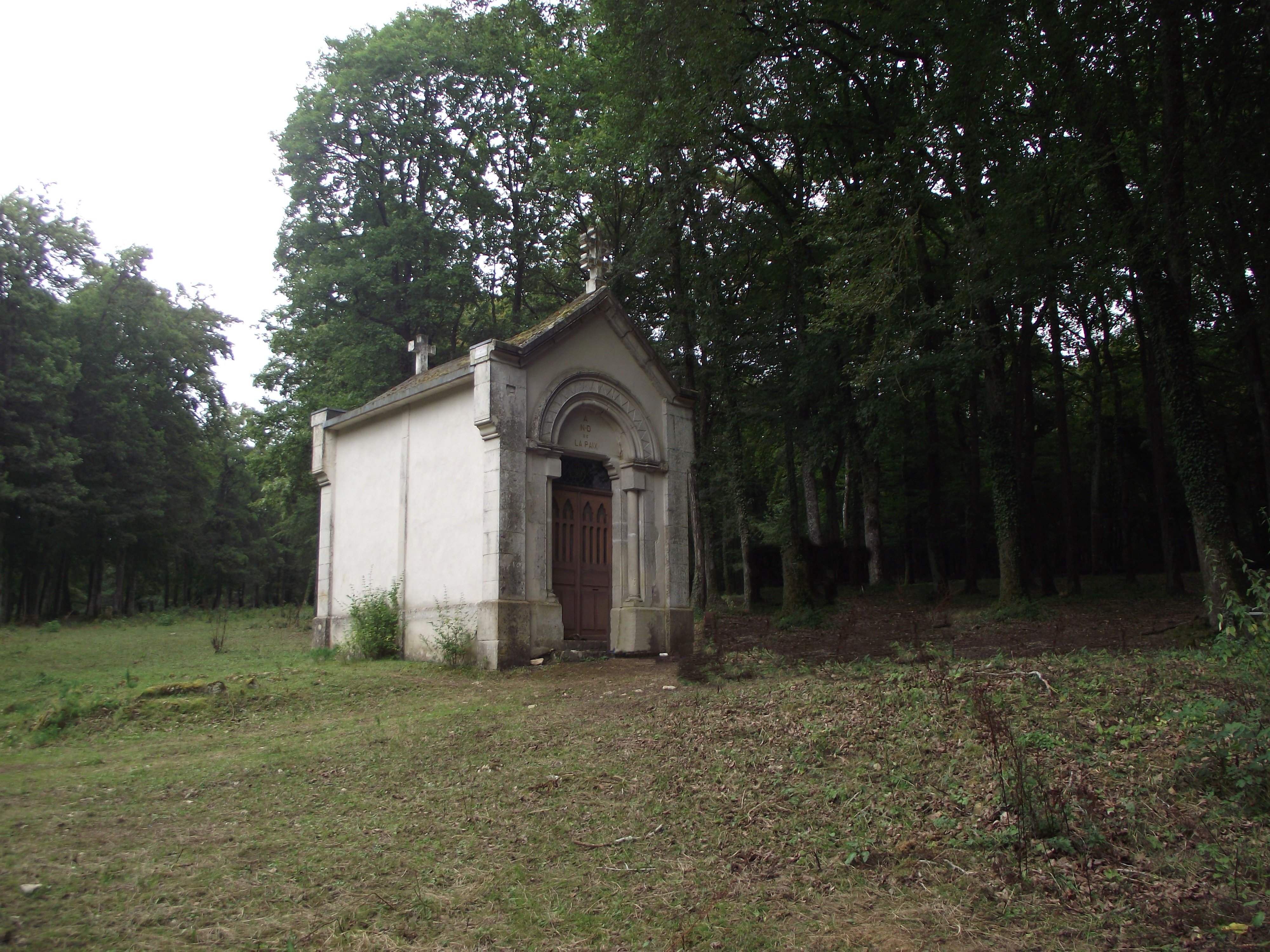
Chapelle Notre-Dame-de-la-Paix.
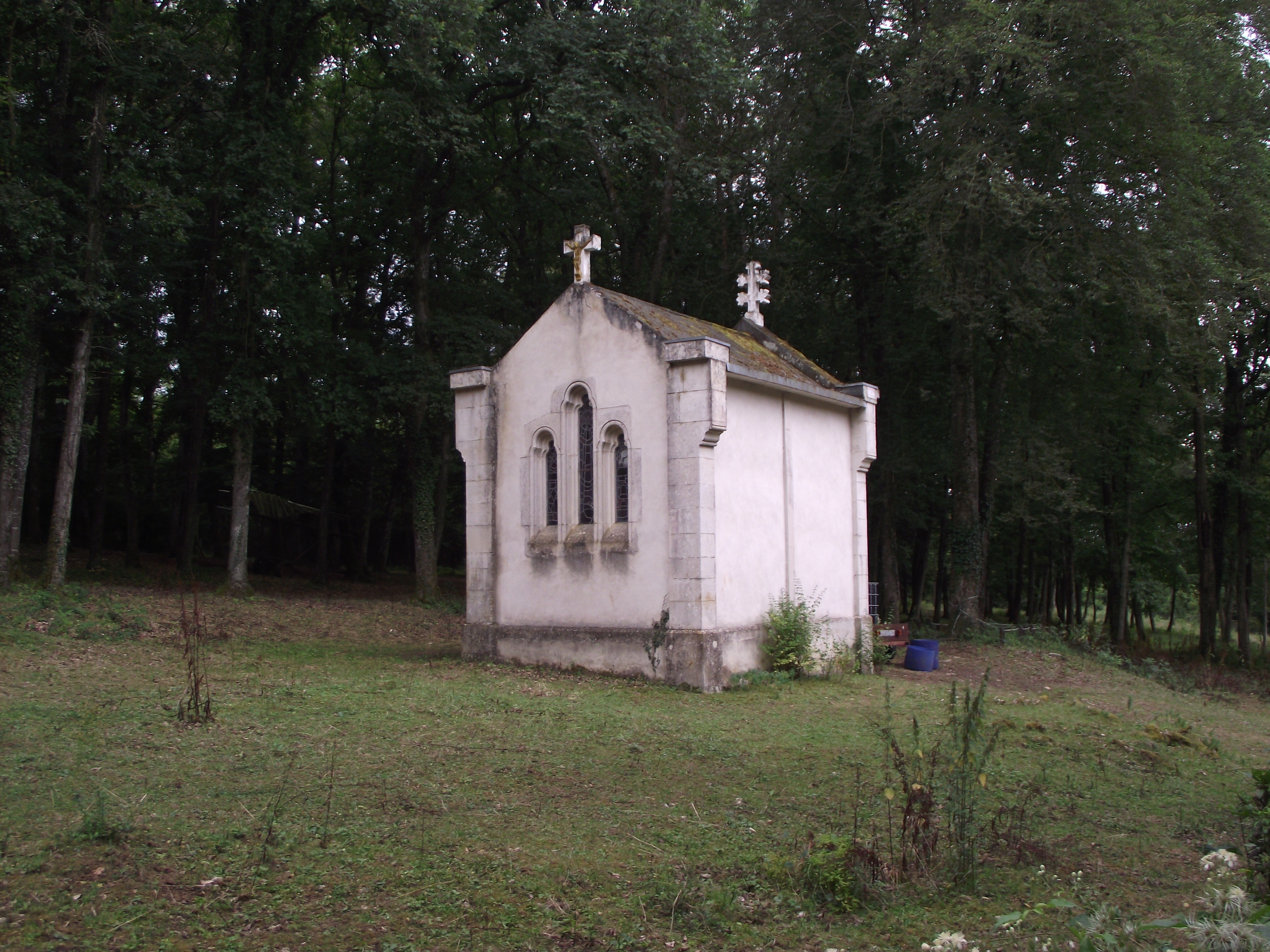
Chapelle Notre-Dame-de-la-Paix vue de l'arrière.

- Monument aux morts, guerre de 1914-1918

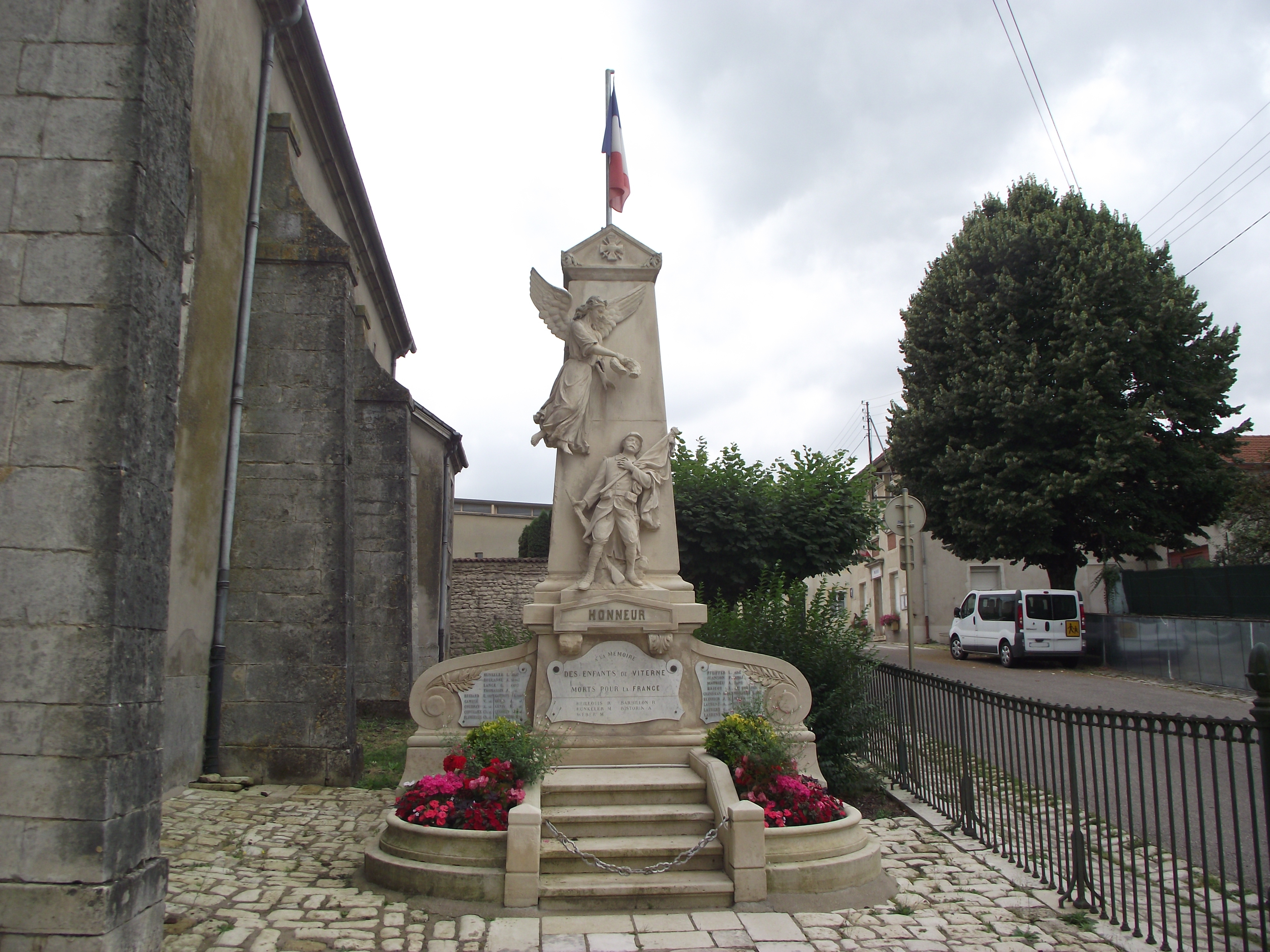

### Personnalités liées à la commune
- Louis Sencert (1878-1924), médecin et chirurgien né à Viterne, professeur des facultés de médecine à Nancy et à Strasbourg.
- François Boileau, ancien chirurgien des armées de Napoléon, né à Viterne en 1786[32].

### Héraldique, logotype et devise
| Blason de Viterne | Blason  | D'azur au chevron d'argent, accompagné en chef de deux roses de même, et en pointe d'un lion d'or.                                                                         |
| Blason de Viterne | Détails | Ce sont les armes de Jean Viterne anobli par le duc Léopold en 1723. Les roses de l'écu peuvent rappeler que l'abbaye de Saint-Epvre de Toul possédait la cure de Viterne. |